# Superleague Ellada
Superleague Ellada – najwyższa w hierarchii klasa męskich ligowych rozgrywek piłkarskich w Grecji, będąca jednocześnie najwyższym szczeblem centralnym (I poziom ligowy), utworzona w 1927 roku i od samego początku zarządzana przez Grecki Związek Piłki Nożnej (EPO). Zmagania w jej ramach toczą się cyklicznie (co sezon) i przeznaczone są dla 16 najlepszych krajowych klubów piłkarskich. Jej triumfator zostaje Mistrzem Grecji, zaś najsłabsze drużyny są relegowane do Superleague Ellada 2 (II ligi greckiej).

## Historia
Mistrzostwa Grecji w piłce nożnej rozgrywane są od 1906 roku. Do 1927 rozgrywki toczyły się oddzielnie w kilku regionach Grecji i nie są uznawane za oficjalne mistrzostwa. Niejednokrotnie zmieniał się format rozgrywek oraz nie wyłoniono zwycięzców. Często zostały zawieszone z powodu wojen. W 1927 zostały założone Panhelleńskie Mistrzostwa, rozgrywki które wystartowały po raz pierwszy w sezonie 1927/28. W sezonie 1959/60 liga zmieniła nazwę na Alpha Ethniki. W sezonie 2006/07 liga została przemianowana na Superleague Ellada.

## System rozgrywek
Obecny format ligi zakładający brak podziału na grupy obowiązuje od sezonu 1956/57.
Rozgrywki składają się z 30 kolejek spotkań rozgrywanych pomiędzy drużynami systemem kołowym. Każda para drużyn rozgrywa ze sobą dwa mecze – jeden w roli gospodarza, drugi jako goście. Od sezonu 2002/03 w lidze występuje 16 zespołów. W przeszłości liczba ta wynosiła od 3 do 18. Drużyna za wygrany mecz otrzymuje 3 punkty (do sezonu 1990/91 2 punkty), 1 za remis oraz 0 za porażkę.
Zajęcie pierwszego miejsca po ostatniej kolejce spotkań oznacza zdobycie tytułu Mistrzów Grecji w piłce nożnej. Mistrz Grecji oraz druga drużyna zdobywa prawo gry w eliminacjach do Ligi Mistrzów UEFA. Trzecia oraz czwarta drużyna zdobywają możliwość gry w Lidze Europy UEFA. Również zwycięzca Pucharu Grecji startuje w eliminacjach do Ligi Europy lub, w przypadku, w którym zdobywca krajowego pucharu zajmie miejsce w czołowej dwójce ligi – możliwość gry w eliminacjach do Ligi Europy otrzymuje również piąta drużyna klasyfikacji końcowej. Zajęcie 2 ostatnich miejsc wiąże się ze spadkiem drużyn do Futbol Liuk.
W przypadku zdobycia tej samej liczby punktów, klasyfikacja końcowa ustalana jest na podstawie wyniku dwumeczu pomiędzy drużynami, w następnej kolejności, w przypadku remisu – na podstawie różnicy bramek w pojedynku bezpośrednim, następnie na podstawie ogólnego bilansu bramkowego osiągniętego w sezonie, większej liczby bramek zdobytych oraz w ostateczności za pomocą losowania.

## Skład ligi w sezonie 2025/26
| Uczestnicy poprzedniej edycji | Uczestnicy poprzedniej edycji | Uczestnicy poprzedniej edycji | Uczestnicy poprzedniej edycji |
| --- | ----------------------------- | ----------------------------- | ----------------------------- |
| OLY | Olympiakos SFP                | Pireus                        | 1                             |
| PAO | Panathinaikos AO              | Ateny                         | 2                             |
| PAS | PAOK FC                       | Saloniki                      | 3                             |
| AEK | AEK Ateny                     | Ateny                         | 4                             |
| ARI | Aris FC                       | Saloniki                      | 5                             |
| AST | Asteras Tripolis              | Tripoli                       | 6                             |
| ATR | PAE Atromitos                 | Ateny                         | 7                             |
| OFI | OFI 1925                      | Heraklion                     | 8                             |
| LEV | APO Lewadiakos                | Liwadia                       | 9                             |
| PNT | Panetolikos                   | Agrinio                       | 10                            |
| VOL | Wolos NPS                     | Wolos                         | 11                            |
| PSE | MGS Panserraikos              | Seres                         | 12                            |
| po barażach |                               |                               |                               |
| Spadek z Superleague Ellada 2024/25 |                               |                               |                               |
| ATK | Athens Kallithea              | Ateny                         | 13                            |
| LAM | PAS Lamia 1964                | Lamia                         | 14                            |
| Awans z Superleague Ellada 2 2024/25 |                               |                               |                               |
| KIF | AE Kifisia                    | Kifisia                       | 1                             |
| Oznaczenia: - kolumna pierwsza – skróty nazw drużyn, - kolumna trzecia – siedziba klubu, - kolumna czwarta – miejsce zajęte w poprzednim sezonie. |                               |                               |                               |

## Statystyka

### Tabela medalowa
Mistrzostwo Grecji zostało do tej pory zdobyte przez 6 różnych drużyn.
Stan po sezonie 2024/25.
| Lp. | Klub                 | Miejsca na podium | Miejsca na podium | Miejsca na podium | Zwycięskie sezony |    |    | |
| --- | -------------------- | ----------------- | ----------------- | ----------------- | --- | -- | -- | --- |
| Lp. | Klub                 | 1.                | Olympiakos SFP    | 48                | Zwycięskie sezony | 17 | 13 | 1930/31, 1932/33, 1933/34, 1935/36, 1936/37, 1937/38, 1946/47, 1947/48, 1950/51, 1953/54, 1954/55, 1955/56, 1956/57, 1957/58, 1958/59, 1965/66, 1966/67, 1972/73, 1973/74, 1974/75, 1979/80, 1980/81, 1981/82, 1982/83, 1986/87, 1996/97, 1997/98, 1998/99, 1999/00, 2000/01, 2001/02, 2002/03, 2004/05, 2005/06, 2006/07, 2007/08, 2008/09, 2010/11, 2011/12, 2012/13, 2013/14, 2014/15, 2015/16, 2016/17, 2019/20, 2020/21, 2021/22, 2024/25 |
| 2.  | Panathinaikos AO     | 20                | 27                | 16                | 1929/30, 1948/49, 1952/53, 1959/60, 1960/61, 1961/62, 1963/64, 1964/65, 1968/69, 1969/70, 1971/72, 1976/77, 1983/84, 1985/86, 1989/90, 1990/91, 1994/95, 1995/96, 2003/04, 2009/10 |    |    | |
| 3.  | AEK Ateny            | 13                | 19                | 20                | 1938/39, 1939/40, 1962/63, 1967/68, 1970/71, 1977/78, 1978/79, 1988/89, 1991/92, 1992/93, 1993/94, 2017/18, 2022/23                                                                |    |    | |
| 4.  | PAOK FC              | 4                 | 12                | 12                | 1975/76, 1984/85, 2018/19, 2023/24 |    |    | |
| 5.  | Aris FC              | 3                 | 3                 | 10                | 1927/28, 1931/32, 1945/46 |    |    | |
| 6.  | AE Larisa            | 1                 | 1                 | 0                 | 1987/88 |    |    | |
| 7.  | Iraklis Saloniki     | 0                 | 3                 | 2                 | |    |    | |
| 8.  | Apollon Ateny        | 0                 | 2                 | 5                 | |    |    | |
| 9.  | Panionios Nea Smirni | 0                 | 2                 | 3                 | |    |    | |
| 10. | Ethnikos Pireus      | 0                 | 2                 | 0                 | |    |    | |
| 11. | OFI Heraklion        | 0                 | 1                 | 2                 | |    |    | |
| 12. | Atromitos Ateny      | 0                 | 0                 | 2                 | |    |    | |